# إبيكا (فرقة)
إبيكا (بالإنجليزية: Epica)‏, فرقة سيمفونيك ميتال، للمؤسس Mark Jansen سنة الـ 2002عندما ترك فرقة After Forever
وهو كان فيها واحد من المؤلفين الرئيسيين، قرر بعدها يعمل فرقة جديدة ليكمل مشواره
اقترح الفكرة على أصدقائه ليعملو هي الفرقة الي كان اسمها بهداك الوقت Sahara Dust
مع Helena Iren كفوكال. بعد فترة استبدل مارك هيلينا بـ Simone Simons
الي هي لهلأ الفوكال..
انعمل للفرقة ديمو فيه غنيتين Cry For The Moon و Illusive Consensus
ونزل تحت اسم الفرقة Sahara Dust.. بعدها طلع ألبوم Kamelot بعنوان Epica
ومنو استوحى مارك اسم الفرقة وتحول اسم الفرقة لـ Epica.
وبعد ما اكتملت الفرقة بأعضاء محترفين.. ونجاح الديمو تبع Sahara Dust
قرروا يعملو أول البوم مع عازفين كمان وتشيلو.. وأصوات جوقة
العازفين نفسهن صارو يسجلوا دائماً مع الفرقة حتى صار اسمهن Epica Orchestra
و الأصوات الي معهن كمان سجلوا معهن بكل الألبومات وهيك أطلق عليهن اسم Epica Choir
وحدة من أشهر الأصوات الي بجوقة Epica هي الرائعة Amanda Somerville الي ساعدت
الفرقة كتير بسبب خبرتها الواسعة جداً بهل مجال..
الفرقة صدمت الكل من أول البوم الهن وحققوا نجاح كتير حلو أكتر الشي على مستوى هولندا وكمان
نجاح لا بأس فيه بباقي دول أوروبا.. وارتفع مستوى الفرقة أكتر بعدين حصلوا على العقد الدهبي
مع Nuclear Blast.
في كمان شغلة، انو مارك كان عم يحضر لمشروح خاص فيه "Side Project" من قبل ما يترك AF
وهالحكي كان بسنة الـ 2001, وهو بيعرف سيمون من هالوقت، ولما ترك AF سيمون وقفت جمبه
ودعمته معنوياً كتير وهيك بعدها حبوا بعض.. ولهل سبب تم استبدال هيلينا بسيمون.

## نمط الفرقة
Epica هي فرقة سيمفونيك بلا أي شك.. بس في ناس بيفضلوا يقولو انهن خليط ما بين الـPower
و الـ Gothic بسبب وجود عناصر موسيقية من النمطين.. بس بفضل وجود الأغاني المسرحية (الأغاني المسرحية: الاغاني الي بتكون مؤلفة من مقاطع متل Kingdom of Heaven مثلاً
مؤلفة من عدة فصول وبتكون عبارة عن حوار موسيقي ما بين العازفين وبين السولويات..)
أخدت الفرقة تصنيف السيمفونيك وهو تصنيف شامل لنمط الفرقة أو فينا نقول عنهن
Symphonic Power/Gothic ومنكون عم نفوت بالتفاصيل أكتر، ومنكون عطينا تصنيف أدق.
Epica وحدة من الفرق المتأثرة جداً بـ Nightwish والفرقة بيقولو هالشي وماعندهن مشكلة يحكو
عن فضل الفرق الي كانو بمثابة مدارس بالنسبة الهن، في ناس بيقولو انو Epica هي عبارة عن
فرقة بتدمج ما بين Nightwish و Opeth لأن هي الفرق المفضلة بالنسبة للمؤلف الرئيسي.
بالَإضافة طبعاً للإيحاء الكبير الي بتشكلو الموسيقى الكلاسيكية بالنسبة للفرقة..
وفي ناس غيرن بتعتبر Epica على انها الوجه الجديد لـ After Forever.
بالنسبة لهل شي, Epica أخدو معظم العناصر الي اخترعوها الفرق الي أسسوا النمط
ولليوم Epica قدمو للسيمفونيك ميتال تحف رائعة جداً.. ونادرة، بالإضافة للعناصر الجديدة الي ضافوها
وما فينا نقول هني وحدة من أفضل الفرق الي بتدمج بين الغوثيك والبور، لأنو لازم نقول
Epica هي أفضل فرقة على الساحة بتدمج ما بين الغوثيك والبور، والألبومات الي قدموها لليوم خلت الفرقة
تتحول من الفرقة الي نشأت على أغاني فرق تاني، للفرقة الي عم تتأثر هلأ الفرق فيها.

## ألبومات الفرقة
- Cry for the Moon عام 2002
- The Phantom Agony عام 2003
- Consign to Oblivion عام 2005
- The Score - An Epic Journey عام 2005
- The Road To Paradiso عام 2006
- The Divine Conspiracy عام 2007
- The Classical Conspiracy Live in Budapest عام 2009
- Design Your Universe عام 2009
- Requiem for the Indifferent عام 2012
- Retrospect عام 2013
- The Quantum Enigma عام 2014

The holographic principle عام 2016

## وصلات خارجية
- إبيكا على موقع IMDb (الإنجليزية)
- إبيكا على موقع ميوزك برينز (الإنجليزية)
- إبيكا على موقع أول ميوزيك (الإنجليزية)
- إبيكا على موقع ديسكوغز (الإنجليزية)
- الموقع الرسمي
- MySpace